# Okinawa de Suki ni Natta Ko ga Hōgen Sugite Tsurasugiru
Okinawa de Suki ni Natta Ko ga Hōgen Sugite Tsurasugiru (沖縄で好きになった子が方言すぎてツラすぎる?) es una serie de manga japonesa escrita e ilustrada por Egumi Sora. La serie comenzó a publicarse en el sitio web Kurage Bunch de Shinchōsha en enero de 2020. Una adaptación televisiva de anime producida por Millepensee se estrenó en enero de 2025.

## Argumento
El estudiante Teruaki Nakamura se muda de Tokio a Okinawa debido a un trabajo de su padre, donde conoce a Hina Kyan y se enamora de ella, pero no entiende su dialecto. Una amiga de Hina llamada Kana Higa le ayuda a Teruaki traduciendole el dialecto, sin saber que ella está secretamente enamorada de él.

## Personajes
Teruaki Nakamura (中村照秋 Nakamura Teruaki?)
Seiyū: Takeo Ōtsuka
Hina Kyan (喜屋武飛夏 Kyan Hina?)
 Seiyū: Akari Kitō (PV, anime)
Kana Higa (比嘉夏菜 Higa Kana?)
 Seiyū: Fairouz Ai (PV, anime)
Oki Memo Shisha (沖メモシーサー?)
 Seiyū: Etsuko Kozakura
Tetsu Higa (比嘉 鉄 Higa Tetsu?)
 Seiyū: Yamato Kinjo
Suzu Higa (比嘉 すず Higa Suzu?)
 Seiyū: Miyuri Shimabukuro
Naoya Higa (比嘉 なおや Higa Naoya?)
 Seiyū: Risa Tsumugi
Sachiko Kyan (喜屋武 幸子 Kyan Sachiko?)
 Seiyū: Yūko Gibu

## Contenido de la obra

### Manga
Okinawa de Suki ni Natta Ko ga Hōgen Sugite Tsurasugiru está escrita e ilustrada por Egumi Sora y comenzó a serializarse en el sitio web de manga Kurage Bunch de Shinchōsha el 10 de enero de 2020. El primer volumen se lanzó el 9 de julio de 2020. Se ha recopilado en ocho volúmenes tankōbon hasta el 8 de febrero de 2024.

### Anime
Se anunció una adaptación a serie de televisión de anime el 3 de julio de 2023. La serie está producida por Millepensee y escrita y dirigida por Shingo Tanabe y Shin Itagaki como director principal, con Tomohiro Yoshida diseñando los personajes, Tomohisa Ishikawa, Yoshimi Katayama y Ayano Kinjō componiendo la música, y Hodaka Fukumura como entrenador de dialecto. La serie será narrada por Tarusuke Shingaki. Está previsto su estreno el 5 de enero de 2025 en Tokyo MX y otros canales. El tema de apertura lo interpreta la banda okinawense HY. El tema de apertura es "Dai Dai Daisuki", interpretado por la banda de Okinawa HY. Crunchyroll obtuvo la licencia de la serie fuera de Asia.